# 元六
元六，台灣男演員，曾用名龍冠明，17歲踏入台北進入演藝圈，因第一次演電視劇《阿匹婆上學》裡，他們家是開麵攤的，一碗麵賣一元六角，他的出生家人很高興就將他取名為元六。是三立台灣台《戲說臺灣》的固定班底，曾演出電影《舞力四射》。

## 作品列表

### 電影
- 《舞力四射》[1]

### 電視劇
| 年份   | 頻道             | 劇名                        | 飾演             |
| ------ | ---------------- | --------------------------- | ---------------- |
| 1988年 | 台視             | 《阿匹婆入學》              | 元六             |
| 2000年 | 台視             | 《齊天大聖孫悟空》          | 沙悟淨           |
| 1996年 | 中視             | 《斷掌順娘》                | 冬瓜             |
| 1997年 | 中視             | 《天公疼好人》              | 羅古             |
| 1998年 | 中視             | 《世間父母》                | 李金龍           |
| 2000年 | 民視             | 《親戚不計較》（EP314登場） | 豬肉南           |
| 2006年 | 民視             | 《黑貓大旅社》              | 阿吉             |
| 2023年 | 民視             | 《市井豪門》                | 奇蒙子（陳茂奇） |
| 2025年 | 民視             | 《好運來》                  | 林福昌           |
| 2008年 | 三立台湾台       | 戲說台灣                    | 多單元不同角色   |
| 2012年 | 大愛             | 《生命花園》                | 計程車司機       |
| 2013年 | 大愛             | 《幸福美容院》              | 陳逸佑           |
| 2014年 | 大愛             | 《果嶺上的九降風》          | 陳阿泉           |
| 2015年 | 大愛             | 《最美的雲彩》              | 楊九如           |
| 2022年 | 大愛             | 《天下第一招》              | 劉松山           |
| 2025年 | 大愛             | 《生命的麥田》              | 啞巴成表哥       |
| 2013年 | 公視             | 《喇叭宏的悲喜曲》          | 鐵齒             |
| 2017年 | 公視             | 《城市情歌》                | 游金寶           |
| 2023年 | 公視台語台、華視 | 《欺妻49天》                | 立勇             |

## 外部連結
- 元六的Facebook專頁（官方）